# مطار بوانت نوار
مطار بوانت نوار أو مطار أنطونيو أغوستينيو نيتو (إياتا: PNR، إيكاو: FCPP) هو مطار دولي يخدم مدينة بوانت نوار في جمهورية الكونغو، افتتح المطار في 1934.
قام رئيس جمهورية الكونغو دينيس ساسو نغويسو بتدشين محطة جوية جديدة بالمطار في عام 2015، وفي عام 2016 تم إعادة تجديد المدرج بالكامل.
ويعتبر الربط الجوي بين عاصمة الكونغو الإدارية برازافيل وعاصمة الكونغو الاقتصادية بوانت نوار ذات أهمية اقتصادية كبرى نظراً لصعوبة التنقل براً بين المدينتين.

## شركات الطيران

### الركاب
| شركـات طيـران           | الوجهات                                                                          |
| ----------------------- | -------------------------------------------------------------------------------- |
| Afrijet                 | مطار ليون مبا الدولي                                                             |
| إير كوت ديفوار          | مطار أبيدجان الدولي، مطار ليون مبا الدولي                                        |
| الخطوط الجوية الفرنسية  | مطار كواترو دي فيفيريرو، مطار باريس شارل ديغول                                   |
| أسكاي                   | مطار ندجيلي، مطار لومي                                                           |
| Canadian Airways Congo  | مطار مايا مايا                                                                   |
| سيبا إنتركونتيننتال     | مطار ليون مبا الدولي، مطار مالابو                                                |
| Equaflight              | Port-Gentil                                                                      |
| الخطوط الجوية الإثيوبية | مطار أديس أبابا بولي الدولي                                                      |
| الموريتانية للطيران     | مطار باماكو موديبو كيتا الدولي، مطار مايا مايا، مطار كوتونو، مطار نواكشوط الدولي |
| الخطوط الجوية الأنغولية | مطار كواترو دي فيفيريرو                                                          |
| ترانس إير الكونغو       | مطار مايا مايا، مطار كوتونو، مطار دوالا الدولي، مطار ليون مبا الدولي             |
| الخطوط الجوية التركية   | مطار إسطنبول الدولي،مطار ليون مبا الدولي                                         |

### الشحن
| شركـات طيـران           | الوجهات                                                |
| ----------------------- | ------------------------------------------------------ |
| الخطوط الجوية الفرنسية  | مطار باريس شارل ديغول                                  |
| الخطوط الجوية الإثيوبية | مطار أديس أبابا بولي الدولي، مطار لييج، مطار لوكسمبورغ |